# Српска православна црква Ваведења Богородице у Граднулици
Српска православна црква Ваведења Богородице у Граднулици, (позната и као Ваведењска и Граднуличка црква) у делу Зрењанина, саграђена је 1777. године и има статус споменика културе од великог значаја.
Српска православна црква посвећена Ваведењу Богородице је подигнута на старијем култном месту, где је према предању, крајем 16. или почетком 17. века био манастир у коме је служио монах Рафаило, из манастира Хиландар. Пошто је чинио чуда током времена његов гроб је постао место ходочашћа, обележен у 18. веку капелом, изграђеном уз јужну фасаду цркве.
Црква представља полигоналну једнобродну са пространом полукружном олтарском апсидом и плитким певницама. Изведена је у барокно-класицистичком стилу од опеке, малих димензија, покривена високим пирамидалним кровом. Дрвена врата са жљебовима који формирају паралелне ромбове и профилисани кровни венац представљају једине декоративне елементе. На источној и северној страни подупрта је са пет масивних стубаца. Високи звоник се уздиже над западном фасадом, којом доминирају четири слепе нише и један прозорски отвор истог облика, са благо заобљеним профилисаним луковима изнад, забат са два окулуса и портал уоквирен профилисаним каменим довратницима. Вертикална подела фасада је извршена плитким пиластрима са вишеструко изрезаним капителима, док хоризонталну наглашавају профилисани венци у горњој зони.
Иконостасну преграду, украшену богатим дрворезбарским радом, осликао је на почетку 19. века Арса Теодоровић. Царске двери и зидне слике у наосу и олтару дело су Стеве Алексића из 1914. године
Конзерваторски радови су извођени 1964, 1965, 1971, 1979. и 1995. године, а 2000. године је постављено подно грејање.
Унутрашњост цркве је 2004. године осликана у стилу византијског сликарства без сагласности Завода за заштиту споменика културе Зрењанин.

## Галерија
- Јужна фасада
- Северна фасада
- Хор
- Иконостас
- Тронови